# Delta Force (серія)
Delta Force — серія відеоігор у жанрі шутера від першої особи. Більшість проєктів серії було розроблено та видано американською компанією NovaLogic. Після банкрутства студії у 2016 році права на всі її франшизи, включно з Delta Force, перейшли до THQ Nordic. У серпні 2023 року компанія TiMi Studio Group, що входить до складу китайської корпорації Tencent анонсувала що наразі займається розробкою нової гри серії.

## Історія серії
Перша частина серії Delta Force була розроблена студією NovaLogic та вийшла 21 жовтня 1998 року. Гру було створено на рушії власної розробки VoxelSpace 2, особливістю котрого був рендерінг воксельної, а не більш звичної полігональної графіки. Гра відрізнялася досить високим рівнем реалізму, великими відкритими локаціями, відносною свободою дій — гравцю давалося завдання, але як саме його виконувати здебільшого можна було вирішувати самостійно та відносно високим рівнем реалізму — у грі була присутня балістика, і супротивники, і гравець помирали від одного-двох влучань. У шутері також був присутній мультиплеєр.
Наступного року, 3 листопада розробники випустили другу частину, Delta Force 2, концептуально гра майже не відрізнялась від оригіналу, було модифіковано рушій — нову модифікацію назвали VoxelSpace 32, це дозволило покращити якість графіки, але, у той самий час, дещо зросли системні вимоги, також було додано декілька нових видів озброєння і спорядження.
Ще через рік вийшла третя частина Delta Force: Land Warrior, у новій частині було покращено якість графіки, об'єкти тепер були створені із полігонів, але сама мапа все ще була воксельною. Нова версія рушія дозволила створювати великі підземні приміщення, зросла максимальна роздільна здатність. Також було додано нові види зброї та перероблено старі.
26 червня 2002 року Zombie Studios випустили самостійний аддон до Land Warrior — Delta Force: Task Force Dagger, це була перша гра серії, події котрої розгорталися під час реального воєнного конфлікту — війни в Афганістані, Також, це була перша гра серія, де окрім загону "Дельта", можна було грати за операторів інших спецпідрозділів, таких як SAS, SASR, JTF2 тощо. Того ж року вийшла Delta Force: Urban Warfare — перша гра серії на консолях від британської студії Rebellion.
Вже у 2003 році NovaLogic випустили Delta Force: Black Hawk Down, події гри розвивалися під час миротворчої операції ООН в Сомалі, головним чином, під час Битви в Могадішо у жовтні 1993 року. Гра була створена на новому рушії власної розробки Black Hawk Engine. На відміну від попередніх ігор серії, Black Hawk Down була досить лінійною та сильно обмежувала гравця у свободі пересування, але у той самий час шутер вийшов більш динамічним та кінематографічним. Гра була досить успішною, а тому за рік вийшов аддон Team Sabre, а у 2005 році Delta Force: Black Hawk Down було портовано на Playstation 2 та Xbox. На жаль, через обмеження апаратної частини  консолей шостого покоління довелося змінити рушій, до того ж порти вийшли занадто пізно, на зміні поколінь, та були вимушені конкурувати з набагато більш технологічними іграми для PS3 та Xbox 360
У квітні 2005 року NovaLogic випустили Delta Force: Xtreme  — рімейк оригінальної Delta Force на рушії Black Hawk Engine. У грі було відтворено три компанії з оригіналу, деякі мапи було перероблено, також було додано можливість керувати різноманітною технікою від мотоциклів до БТР як у сінглплеєрі, так і у мультиплеєрі. 
У 2007 році NovaLogic розпочали розробку Delta Force: Angel Falls, гра мала була вийти на новому рушії та концептуально нагадувати перші частини серії, з відносно високим рівнем реалізму, великими відкритими мапами, а також з можливістю керувати технікою. Наприкінці нульових років у студії почались фінансові складнощі, спробою виправити становище стала Delta Force: Xtreme 2, випущена у 2009 році на модифікованому Black Hawk Engine, але гра не отримала великої популярності  — її розкритикували за сильну технологічну застарілість, поганий ШІ та загальну вторинність, середній бал гри на Metacritic на базі 7 рецензій складає 40 зі 100. У 2011 році розробники повідомили, що Angel Falls знаходиться на етапі альфа-тестування, але вже 2012 році стало відомо про замороження подальшої розробки гри.
Наприкінці 2016 року було повідомлено про банкрутство студії NovaLogic, права на всю її інтелектуальну власність перейшли до THQ Nordic.
18 Серпня 2023 року китайська студія TiMi Studio Group, що належить китайській корпорації Tencent анонсувала розробку нової частини серії Delta Force: Hawk Ops. Наразі відомо, що гра буде розповсюджуватися за системою Free-to-Play, в ній буде декілька режимів гри: два мультиплеєрних, та сінглплеєрна кампанія Black Hawk Down — рімейк кампанії Delta Force: Black Hawk Down. Розробники повідомляли, що гра вийде вже у 2024 році, але станом на початок червня 2024 року, дату виходу все ще не анонсовано.

## Ігри
| Назва                                     | Дата виходу                                                                                 | Розробник                                     | Видавець              | Платформи                                             |
| ----------------------------------------- | ------------------------------------------------------------------------------------------- | --------------------------------------------- | --------------------- | ----------------------------------------------------- |
| Delta Force                               | 30 вересня 1998 року                                                                        | NovaLogic                                     | NovaLogic, THQ Nordic | Windows                                               |
| Delta Force 2                             | 3 листопада 1999 року                                                                       | NovaLogic                                     | NovaLogic, THQ Nordic | Windows                                               |
| Delta Force: Land Warrior                 | 7 листопада 2000 року                                                                       | NovaLogic                                     | NovaLogic, THQ Nordic | Windows                                               |
| Delta Force: Task Force Dagger            | 26 червня 2002 року                                                                         | Zombie Studios                                | NovaLogic, THQ Nordic | Windows                                               |
| Delta Force: Urban Warfare                | 2 липня 2002 року                                                                           | Rebellion                                     | NovaLogic             | Playstation 2, Playstation 3, Playstation Portable    |
| Delta Force: Black Hawk Down              | 23 березня 2003 року(Windows); 5 липня 2004 року (Mac OS X); 26 липня 2005 року (Xbox, PS2) | NovaLogic, Climax Group(Xbox), Rebellion(PS2) | NovaLogic, THQ Nordic | Windows, Mac OS X, Playstation 2, Xbox                |
| Delta Force: Black Hawk Down — Team Sabre | 20 січня 2004 року (Windows); 10 Листопада 2006 року (PS2)                                  | NovaLogic, Rebellion(PS2)                     | NovaLogic, THQ Nordic | Windows, Playstation 2                                |
| Delta Force: Xtreme                       | 21 квітня 2005 року                                                                         | NovaLogic                                     | NovaLogic, THQ Nordic | Windows                                               |
| Delta Force: Xtreme 2                     | 27 травня 2009 року                                                                         | NovaLogic                                     | NovaLogic, THQ Nordic | Windows                                               |
| Delta Force: Angel Falls                  | Гру скасовано                                                                               | NovaLogic                                     | NovaLogic             | Windows                                               |
| Delta Force: Hawk Ops                     | TBA, попередньо, 2024 рік                                                                   | Team Jade(TiMi Studio Group)                  | TiMi Studio Group     | Windows, Xbox Series X/S, Playstation 5, Android, iOS |